# Спийд Рейсър
„Спийд Рейсър“ (на английски: Speed Racer) е американска спортна екшън комедия от 2008 г., написан и режисиран от Братя Уашовски. Базиран е на мангата от 1960-те години и едноименния анимационен сериал. Във филма участват Емил Хърш, Кристина Ричи, Джон Гудмън, Сюзън Сарандън, Матю Фокс, Бено Фюрман, Хироюки Санада, Рейн и Ричърд Раундтри.

## Актьорски състав
| Актьор          | Роля                                                |
| --------------- | --------------------------------------------------- |
| Емил Хърш       | Спийд Рейсър                                        |
| Никълъс Елия    | Спийд Рейсър като дете                              |
| Кристина Ричи   | Трикси, гаджето на Спийд                            |
| Ариел Уинтър    | Трикси като дете                                    |
| Джон Гудмън     | Попс Рейсър, баща на Спийд                          |
| Сюзън Сарандън  | Мама Рейсър, майка на Спийд                         |
| Матю Фокс       | Рейсър X                                            |
| Скот Портър     | Рекс Рейсър, по-големият брат на Спийд              |
| Роджър Алъм     | Арнолд Роялтън                                      |
| Поли Лит        | Спиритъл Рейсър, по-малкият брат на Спийд           |
| Бено Фюрман     | Инспектор Детектор                                  |
| Хироюки Санада  | Господин Муша                                       |
| Рейн            | Таеджо Тогокан                                      |
| Ричард Раундтри | Бен Бърнс                                           |
| Мориц Блайбтрой | Грей Гоуст                                          |
| Кик Гъри        | Спарки, механикът на Спийд и най-добрият му приятел |
| Джон Бенфийлд   | Крънчър Блок                                        |
| Крисчън Оливър  | Снейк Олиър                                         |
| Ралф Хертуърт   | Джак Тейлър                                         |
| Ю Хан           | Хоруко Тогокан, сестра на Таеджо Тогокан            |